# Idaea macraria
Idaea macraria är en fjärilsart som beskrevs av Otto Staudinger 1892. Idaea macraria ingår i släktet Idaea och familjen mätare. Inga underarter finns listade i Catalogue of Life.